# Fascismo in Romania
L'espressione Regno di Romania sotto il fascismo (in rumeno: Regatul României sub fascism) denota un periodo della storia della Romania in cui il paese fu governato da due differenti regimi di stampo fascista. Il primo instauratosi fu quello del Partito Nazionale Cristiano tra il dicembre 1937 e il febbraio 1938 e il secondo, quello della Guardia di ferro tra il settembre 1940 e il gennaio 1941. Il partito unico legale dal 1938 al 1940 fu il Fronte Nazionale del Rinascimento a cui poi seguì la dittatura militare di Ion Antonescu (1940-1944), anch'essa definita come fascista.

## Partito Nazionale Cristiano
Nel 1935 venne fondato il Partito Nazionale Cristiano che ebbe un orientamento fascista e fortemente antisemita. Dopo le elezioni del 1937, il 28 dicembre dello stesso anno Octavian Goga fu nominato primo ministro, il suo governo terminerà il 10 febbraio 1938. Durante queste elezioni, lo Stato rumeno violò gli accordi internazionali, danneggiando le sue relazioni con la maggior parte dei paesi e sia avvicinò alla Germania nazista e all'Italia fascista.
Il governo Goga era diviso tra simpatizzanti tedeschi (Alexandru C. Cuza, Istrate Micescu, Ion Gigurtu ed Eugen Savu) e simpatizzanti occidentali (Armand Călinescu e Ion Antonescu). In quel periodo Octavian Goga era un caro amico di Adolf Hitler, divenendo il rumeno più noto in Germania.

### Antisemitismo
Il governo di Octavian Goga è passato alla storia per il suo antisemitismo. Nonostante abbia governato solo per un breve periodo, questo governo ha adottato una serie di misure antisemite, che hanno portato all'impoverimento della Romania. Agli ebrei vennero chiuse le attività, venne negato loro il diritto di depositare denaro nelle banche e di entrare in ristoranti che non erano fatti apposta per loro, vennero emarginati dal lavoro e vennero messi al bando i loro giornali e molto altro. Il punto più culminante di queste politiche fu il ritiro della cittadinanza romena a un terzo della popolazione ebraica locale. La Romania è stato il secondo paese al mondo a prendere queste misure (dopo la Germania), motivo per cui Octavian Goga e il suo partito erano considerati "più nazisti dei tedeschi". Osservando tutto ciò, re Carlo II rovesciò il governo Goga e stabilì la dittatura reale.
Nonostante la perdita di potere di Goga, l'antisemitismo divenne troppo forte per essere ignorato dai futuri governi. La collocazione di Goga come primo ministro è stata vista come un avallo della violenza fascista: gli ebrei venivano quotidianamente picchiati per strada, sia da civili che da legionari e lancieri (l'organizzazione paramilitare del Partito Nazionale Cristiano). Il governo Goga portò la Romania sull'orlo di una guerra civile.
Tuttavia, Octavian Goga è stato riabilitato in Romania, essendo considerato uno dei poeti nazionali del paese. A lui sono intitolate numerose scuole, strade e biblioteche, e la sua carriera politica sembra essere stata dimenticata.